# Glatigny (Oise)
Glatigny is een gemeente in het Franse departement Oise (regio Hauts-de-France) en telt 153 inwoners (2005). De plaats maakt deel uit van het arrondissement Beauvais.

## Geografie
De oppervlakte van Glatigny bedraagt 3,6 km², de bevolkingsdichtheid is 42,5 inwoners per km².
De onderstaande kaart toont de ligging van Glatigny (Oise) met de belangrijkste infrastructuur en aangrenzende gemeenten.

## Demografie
Onderstaande figuur toont het verloop van het inwonertal (bron: INSEE-tellingen).